# The Slider
The Slider je sedmé studiové album britské skupiny T.Rex, vydané 21. června 1972 v EMI Records, během krátké doby se stalo slavným. Ve Velké Británii se dostalo na čtvrtý stupínek žebříčku a na sedmnácté místo na Billboard Top LPs & Tapes chart. Kritika přijala toto album velice pozitivně.
Na podporu alba The Slider byly vydané dva singly. První byl "Telegram Sam" (leden 1972), na žebříku ve Velké Británii celkem 12 týdnů a dosáhl i prvního místa. "Telegram Sam" se dostal na žebříčky i v USA a dosáhl 67. místa na Pop Singles. Druhý singl byl "Metal Guru" (květen 1972), na řebříčku ve Velké Británii 14 týdnů včetně prvního místa. V USA se tento singl neumístil.
V roce 1994 byla vydána remasterovaná CD verze u Edsel Records včetně bonusových tracků.

## Seznam skladeb

### Seznam skladeb (původní album)
První strana
1. "Metal Guru" – 2:25
2. "Mystic Lady" – 3:09
3. "Rock On" – 3:26
4. "The Slider" – 3:22
5. "Baby Boomerang" – 2:17
6. "Spaceball Ricochet" – 3:37
7. "Buick Mackane" – 3:31

Druhá strana
1. "Telegram Sam" -3:42
2. "Rabbit Fighter" -3:55
3. "Baby Strange" -3:03
4. "Ballrooms of Mars" -4:09
5. "Chariot Choogle" -2:45
6. "Main Man" -4:14